# دومای روسیه
دومای روسیه یا به اختصار دوما (به روسی: дума) نوعی شورا با وظایف مشورتی یا قانون‌گذاری در روسیه است. نام دوما نخستین‌بار برای اشاره به شوراهای مشورتی بویارها در روسیه از سده دهم تا هفدهم استفاده شده است. از سده هجدهم، دومای شهری در سراسر امپراتوری روسیه شکل گرفت.
اولین دومای دولتی که به‌طور رسمی تشکیل شد، دومای دولتی امپراتوری روسیه بود که توسط امپراتور نیکلای دوم در سال ۱۹۰۵ در امپراتوری روسیه بود. امپراتور روسیه، حق وتوی مطلق را داشت و می‌توانست در هر زمانی با دلیلی مناسب دومای دولتی را منحل کند. نیکلای دوم اولین دومای دولتی را ظرف ۷۵ روز منحل کرد و انتخابات دومای دوم در سال بعد برگزار شد. دولت موقت روسیه آخرین دومای دولتی امپراتوری (دومای چهارم) را در سال ۱۹۱۷ در جریان انقلاب روسیه منحل کرد.

## واژه‌شناسی
واژه روسی دوما از زبان نیااسلاوی گرفته شده که ریشه آن مورد اختلاف است. درباره منشأ آن نظریه‌های پیشنهادی بسیاری وجود دارد. همچنین، تصور می‌شود که واژه دوما از دوماز (dōmaz) زبان نیاژرمنی گرفته شده است. این واژه همچنین با فعل روسی دومات (думать) به معنی «فکر کردن» مرتبط است.

## دومای بویار

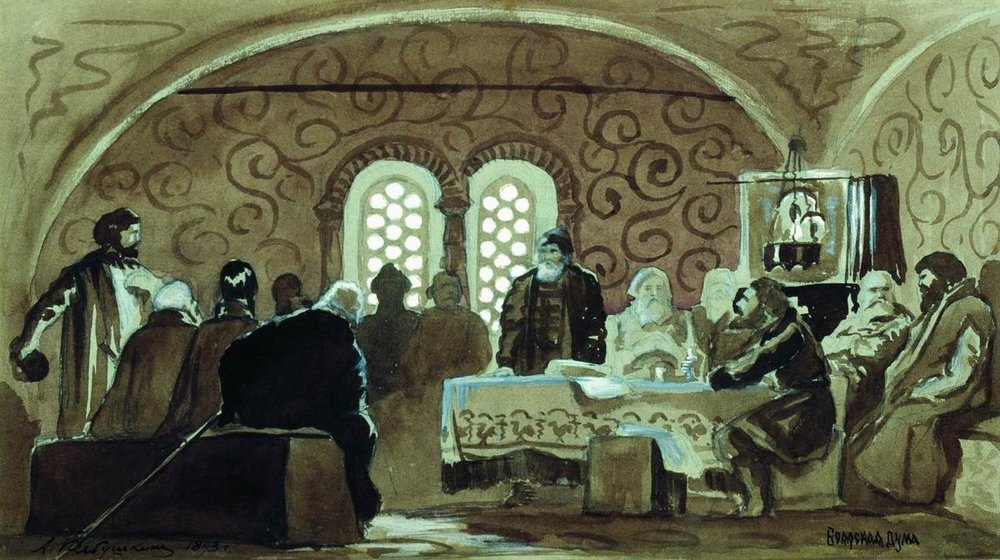
نگارهٔ «دومای بویار» اثر آندری ریابوشکین در ۱۸۹۳م

دومای بویار (به روسی: боярская дума) شورایی از بویارها (اشراف روس) بود که از زمان روس کی‌یف تا روسیه تزاری به شاهزادگان بزرگ و تزارها در امور دولتی مشاوره می‌دادند. این مجلس اشراف از سده دهم تا هفدهم به مدت هفت قرن برقرار بود. در توصیف این شورا، منابع معاصر همیشه عبارات «بویارها» یا فقط «دوما» را به‌کار می‌برند و هرگز عبارت «دومای بویار» را ذکر نکرده‌اند. در آغاز این دوما متشکل از ده تا دوازده بویار و پنج یا شش اوکولنیچی بود. در سال ۱۶۱۳ (زمان تزار میخائیل یکم) شمار اعضا به ۲۰ بویار و ۸ اوکولنیچی افزایش یافت. سپس اشراف پایین مرتبه‌تر، «آقایان دوما» (dumnye dvoriane) و منشی‌ها نیز به آن اضافه شدند و ازجمله تعداد اوکولنیچی‌ها در نیمه دوم سده هفدهم افزایش یافت. در سال ۱۶۷۶ (زمان تزار فیودور سوم)، شمار بویارها به ۵۰ نفر رسیده بود که در آن زمان، فقط یک سوم اعضای دوما را تشکیل می‌دادند. در سال ۱۷۱۱ پتر کبیر این سیستم را تغییر داد و مجلس سنای روسیه را تاسیس کرد و بخشی از اختیارات خود را به مجلس سنا منتقل کرد.

## دومای شهری

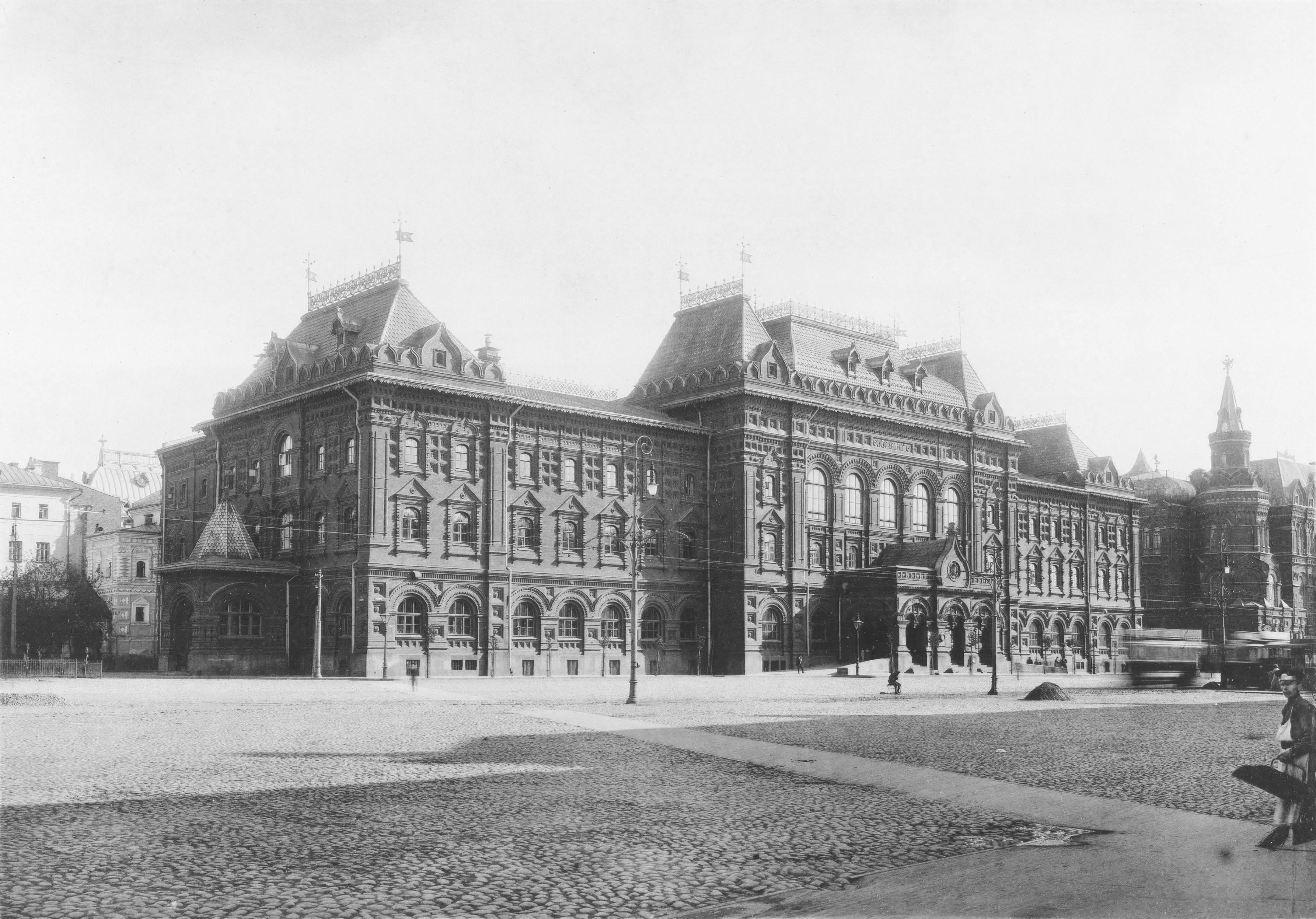
ساختمان دوما شهر مسکو در سال ۱۹۱۰ میلادی

در زمان سلطنت کاترین کبیر اصلاحات در دولت محلی منجر به تأسیس دومای شهری (به روسی: Городская дума) در شهرهای روسیه شد. در دوره الکساندر دوم اصلاحات متعددی در طول دهه‌های ۱۸۶۰ و ۱۸۷۰ انجام شد که ازجمله شامل ایجاد نهادهای سیاسی محلی، معروف به زمستوف (به روسی: земство) بود. در دومای شهری، همه صاحبان خانه‌ها، بازرگانان مالیات‌دهنده و کارگران، به ترتیب نزولی و بر اساس ثروت ارزیابی‌شده‌شان در فهرست‌ها ثبت‌نام می‌شدند. سپس ارزش‌گذاری کل به سه قسمت مساوی تقسیم می‌شد که نشان دهنده سه گروه از انتخاب‌کنندگان از نظر تعداد بسیار نابرابر بود که هر یک شمار مساوی از نمایندگان دومای شهری را انتخاب می‌کردند. قوه مجریه در دست یک شهردار منتخب و گروهی به نام اپراوا بود که از چندین عضو منتخب دوما تشکیل شده بود. با این حال، در زمان الکساندر سوم و مطابق قوانینی که در سال‌های ۱۸۹۲ و ۱۸۹۴ ابلاغ شد، دوماهای شهری به همان شیوه زمستوف‌ها تحت فرمان فرمانداران قرار گرفتند. در سال ۱۸۹۴، نهادهای شهرداری با اختیارات محدودتر، به چندین شهر در سیبری و سال بعد به برخی از شهرها در قفقاز اعطا شد.

## دومای دولتی

### در امپراتوری روسیه

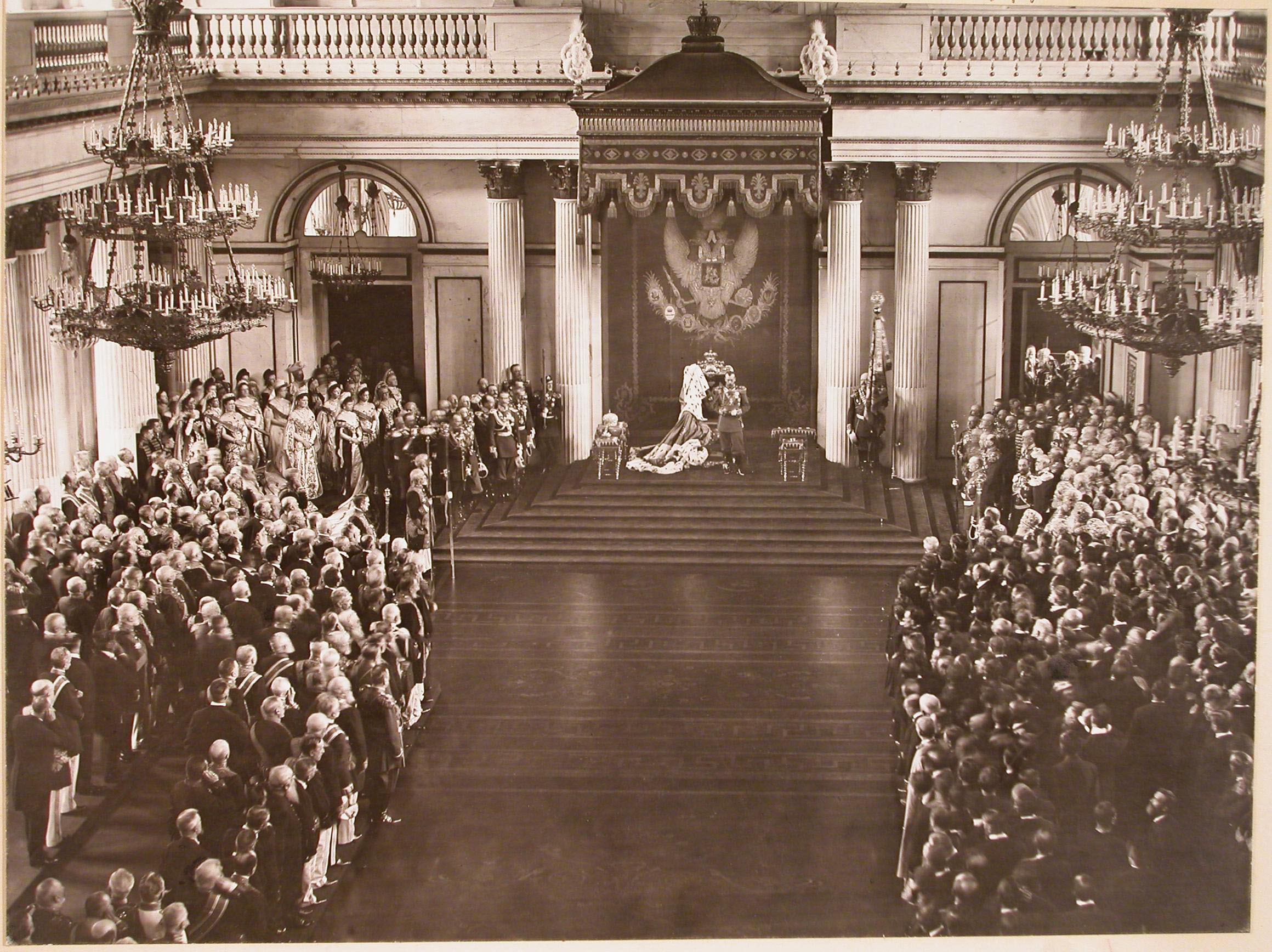
سخنرانی امپراتور نیکلای دوم در حضور دو مجلس از دومای دولتی در کاخ زمستانی در ۲۷ آوریل ۱۹۰۶ میلادی.

تحت فشار انقلاب ۱۹۰۵ روسیه، سرگی ویته در ۶ اوت ۱۹۰۵ یک مانیفست درباره تشکیل دوما صادر کرد که در ابتدا تصور می‌شد یک ارگان مشورتی باشد؛ اما در مانیفست بعدی در ماه اکتبر، نیکلای دوم متعهد شد که آزادی‌های مدنی اساسی را تصویب کند، مشارکتی گسترده را در دوما فراهم کند و به دوما اختیارات قانون‌گذاری و نظارت بدهد. با این وجود، نیکلای دوم مصمم بود که قدرت استبدادی خود را حفظ کند. درست پیش از ایجاد دوما در مه ۱۹۰۶، امپراتور قانون اساسی ۱۹۰۶ روسیه را تصویب کرد. در بخشی از این بیانیه آمده بود که وزرای امپراتور نمی‌توانند توسط دوما منصوب شوند و مسئولیتی در قبال آن ندارند؛ بنابراین پاسخگویی حکومت در سطح اجرایی مردود بود. علاوه بر این، تزار این اختیار را داشت که دوما را منحل کند و هر زمان که بخواهد انتخابات جدید را اعلام کند. در اولین اجلاس اعضای دوما اعلام کردند که زندانیان سیاسی باید آزاد شوند، اتحادیه‌های کارگری حقوق بگیرند و اصلاحات ارضی ایجاد شود. نیکلای دوم همه این پیشنهادها را رد کرد و مجمع را در ژوئیه ۱۹۰۶ منحل کرد.
دومای دولتی امپراتوری روسیه چهار بار تشکیل شد: در سال ۱۹۰۶، دو بار در سال ۱۹۰۷ و آخرین‌بار در سال ۱۹۱۲. تا اینکه دولت موقت روسیه آن را در سال ۱۹۱۷ و در جریان انقلاب روسیه منحل کرد.

### در فدراسیون روسیه
دومای دولتی (به روسی: Государственная дума) مجلس سفلی در مجلس فدرال روسیه است. در قانون اساسی روسیه در سال ۱۹۹۳، طبق ماده نود و پنجم، نود و ششم و نود و هفتم، دومای دولتی ۴۵۰ نماینده دارد که متشکل از شهروندان ۲۱ سال به بالا روسیه است و هر کدام برای یک دوره چهار ساله انتخاب می‌شوند. مدت این دوره در اواخر سال ۲۰۰۸ به یک دوره پنج ساله تغییر یافت. در انتخابات پیشین در سال‌های ۱۹۹۳، ۱۹۹۵، ۱۹۹۹ و ۲۰۰۳، نیمی از نمایندگان با نظام نمایندگی تناسبی و نیمی دیگر با تکثر در مناطق تک عضوی انتخاب شدند. با این حال، انتخابات دوما در سال ۲۰۰۷ در قالب جدیدی انجام شد و همه ۴۵۰ نماینده با یک سیستم نمایندگی نسبی انتخاب شدند.